# Aterpogon cyrtopogonoides
Aterpogon cyrtopogonoides là một loài ruồi trong họ Asilidae. Aterpogon cyrtopogonoides được Hardy miêu tả năm 1930. Loài này phân bố ở miền Australasia.